# Erick Fonseca
Erick Fonseca es un actor y presentador de la cadena rusa de televisión Russia Today (RT en Español).

## Biografía
Erick Fonseca es originario de Ciudad de México. Comenzó a estudiar actuación en su país, para después continuar en Rusia, en el instituto de actuación Shukinskoe uchilishe (generación 2005-2009). Al terminar fue invitado a participar en un proyecto de televisión rusa, para después incorporarse al equipo de la redacción en español de RT en Español (Russia Today).

## Experiencia
Erick ha participado en diversos proyectos tanto en México como en Rusia. Desde muy joven tuvo la oportunidad de hacer teatro, haciendo diversas comedias y llegando a participar en obras de autores como García Lorca, Henrik Ibsen. Más tarde en una etapa ya profesional, participó con el profesor y director Alexander Mintchenko en distintas de sus obras de autor.
En Rusia participó en proyectos para la televisión: entre ellos varios comerciales y una serie llamada Indus. Desde 2010 hasta la fecha conduce un programa para la cadena Russia Today llamado La lista de Erick.

### La lista de Erick
La lista de Erick es un proyecto desarrollado en 2010 por la cadena Russia Today. Es un programa de varios capítulos, donde cada vez Erick se propone diversos retos, a veces tan raros o complicados que ni él mismo sabe dónde acabará la aventura. Hasta 2014, la serie lleva 50 capítulos y fue nominada a los premios TEFI (premios nacionales de televisión rusa).